# Castelfranco di Sotto
Castelfranco di Sotto – miejscowość i gmina we Włoszech, w regionie Toskania, w prowincji Piza.
Według danych na rok 2004 gminę zamieszkiwało 11 395 osób, 237,4 os./km².